# Holodactylus africanus
Espèce
Holodactylus africanus est une espèce de geckos de la famille des Eublepharidae.

## Répartition
Cette espèce se rencontre en Somalie, en Éthiopie, au Kenya et en Tanzanie.
Cette espèce vit dans des milieux plutôt chauds et secs.

## Description
C'est un gecko nocturne et terrestre de taille modérée (un peu plus de dix centimètres).
Il a un aspect trapu, avec une queue épaisse. La tête est assez grosse, avec de grands yeux possédant des paupières, caractéristique de cette famille. La couleur de base est le beige plus ou moins foncé, tirant parfois sur le rose. Le corps est couvert de motifs bruns et marron, alignés plutôt longitudinalement.

## Alimentation
C'est un insectivore, qui chasse les insectes passant à sa portée, la nuit. Il se nourrit fréquemment de termites, mais ne dédaigne pas les autres insectes.

## Publication originale
- Boettger, 1893 : Übersicht der von Prof. C. Keller anlässlich der Ruspolischen Expedition nach den Somaliländern gesammelten Reptilien und Batrachier. Zoologischer Anzeiger, vol. 16, n. 416, p. 113-119 (texte intégral).